# James Tenney
James  Carl Tenney (ur. 10 sierpnia 1934 w Silver City; zm. 24 sierpnia 2006 w Valencii, w Kalifornii) – amerykański kompozytor, wykonawca, teoretyk muzyki i pedagog. 
Założyciel grupy Tone Roads (wraz z Malcolmem Goldsteinem i Philipem Cornerem). Współpracował m.in. z Johnem Cage'em, Steve'em Reichem, Philipem Glassem, Harrym Partchem.

## Życiorys
James Tenney urodził się 10 sierpnia 1934 roku w Silver City w stanie Nowy Meksyk. Lata wczesnego dzieciństwa spędził w Arizonie i Colorado. W latach 1952–1954 studiował kompozycję i inżynierię dźwiękową na Uniwersytecie w Denver. W latach 1954–1955 odbył studia pianistyczne w klasie Edwarda Steuermanna w Juilliard School, a następnie studia dyrygenckie pod okiem Paula Boepple i Henry'ego Branta oraz kompozytorskie u Lionela Nowaka w Bennington College. Kontynuował studia z kompozycji u Kennetha Gaburo oraz w dziedzinie muzyki elektronicznej i teorii informacji u Lejarena Hillera na Uniwersytecie Illinois w Chicago. 
Swoje umiejętności rozwijał także współpracując z takimi osobowościami muzyki amerykańskiej jak John Cage, Chou Wen-chung, Carl Ruggles, Edgar Varèse, Lionel Nowak i Harry Partch. 
Przez długi czas zajmował się kompozycją elektroniczną i komputerową pracując m.in. z Maxem Mathewsem. 
Wykładał na Polytechnic Institute of Brooklyn, California Institute of the Arts, Uniwersytecie Kalifornijskim i Uniwersytecie York w Toronto. 
Jest autorem wielu artykułów dotyczących akustyki, muzyki komputerowej, formy muzycznej, a także percepcji. James Tenney pisał także książki o tematyce muzycznej: przełomową Meta + Hodos: A Phenomenology of 20th-Century Musical Materials and an Approach to the Study of Form (jedno z najwcześniejszych, jeśli nie najwcześniejsze zastosowanie teorii postaci i kognitywistyki w muzyce), Hierarchical temporal gestalt perception in music: a metric space model z Larrym Polanskym, John Cage and the Theory of Harmony i A History of 'Consonance' and 'Dissonance'. Napisał wnikliwy komentarz do wydanych przez Wergo Etiud pianolowych Conlona Nancarrowa (Nancarrow, w ramach przysługi, wykonał perforację taśmy na potrzeby Spectral Canon for Conlon Nancarrow Tenneya). 
Zmarł 24 sierpnia 2006 roku w Valencii w Kalifornii na raka płuc.

## Twórczość
Twórczość Tenneya poświęcona jest, na sposób prosty i pełen artyzmu, percepcji (For Ann (rising), por. "dźwięk Sheparda"), strojowi naturalnemu (Clang, por. Gestalt), elementom stochastycznym (Music for Player Piano), teorii informacji (Ergodos, por. Teoria ergodyczna) i tzw. przez kompozytora swell ('narastanie dźwięku', 'nabrzmiewanie') (Koan: Having Never Written A Note For Percussion dla Johna Bergamo), co zasadniczo stanowi formę łukową.
Jego utwory przybierają najczęściej postać hołdów (tributes) i opatrzone są odpowiednimi podtytułami. Jak mówi jego przyjaciel Philip Corner, For Ann (rising) „musi być optymistyczny! (wyobraź sobie jego przygnębiającą skuteczność – nie mógł być aż tak okrutny – w dół)...” (tłumaczenie własne).

## Recepcja twórczości
W  1987 muzyce Tenneya poświęcona została 1/4 z 657-stronicowego numeru czasopisma naukowego „Perspectives of New Music”, zaś w 2008 brytyjski periodyk "Contemporary Music Review" poświęcił jego twórczości cały numer (wolumin 27, część 1).

## Ciekawostki
- Tenney był jednym z czterech wykonawców rzadko wykonywanego utworu Steve'a Reicha Pendulum Music 27 maja 1969 w Whitney Museum of American Art. Pozostali  to Michael Snow, Richard Serra i Bruce Nauman.
- Tenney zagrał również główną rolę w niemym filmie Fuses w kolażowych i malowanych sekwencjach uprawiania seksu ze swoją ówczesną partnerką Carolee Schneemann.

### Nagrania
- Wywiad z Jamesem Tenneyem na „Kalvos & Damian's New Music Bazaar”
- Having Never Written a Note for Percussion (1971) w interpretacji zespołu Sonic Youth – oryginalnie na portalu Art of the States (artofthestates.org/cgi-bin/composer.pl?comp=27)